# KK Sakalai Vilnius
El KK Sakalai Vilnius (lituà: Krepšinio Klubas Sakalai Vilniaus, en català: Club de Bàsquet Falcons de Vilnius) és un club de bàsquet de la ciutat de Vílnius a Lituània.